# Uri (voornaam)
Uri is een Hebreeuwse voornaam. (Hebr: אורי of: אוּרִי) De naam kan worden vertaald met: "mijn licht", "mijn vlam", of "verlichting".

## Bijbel
In de Bijbel komt de naam Uri zeven keer voor.
In Exodus 31 en I Kronieken 2 is sprake van Uri de zoon van Chur uit de stam van Juda. Hij is de vader van Besaleël. 
Een andere Uri wordt genoemd in Ezra 10. Deze Uri is poortwachter en er staat dat onder andere hij getrouwd was met een uitheemse vrouw.

## Varianten
Varianten op de naam Uri zijn onder andere:
| - Uria - Uriel - Uriella - Urias - Urija | - Urijah - Uriyah - Uriyahu - Uriyan - Uriyon |

## Bekende personen met de naam Uri
- Uri Caine, Amerikaans pianist en componist
- Uri Coronel, Nederlands voetbalbestuurder (oud-voorzitter van voetbalclub Ajax)
- Uri Geller, Israëlisch kunstschilder en televisiepersoonlijkheid
- Uri Orbach, Israëlisch journalist, kinderboekenschrijver en politicus
- Uri Orlev, Israëlisch kinderboekenschrijver
- Uri Rosenthal, Nederlands politicoloog en politicus
- Uri Lupolianski, Israëlisch rabbijn en politicus (oud-burgemeester van Jeruzalem)